# 云南省昆明市中级人民法院
云南省昆明市中级人民法院是中华人民共和国云南省昆明市的中级人民法院。

## 沿革
1955年3月，昆明市人民法院依据五四宪法和《中华人民共和国人民法院组织法》成立，为昆明市中级人民法院前身。
1996年3月全国人大常委会修订的《中华人民共和国刑事诉讼法》第212条第2款规定，死刑采用枪决或者药物注射等方法执行。1997年3月28日，昆明市中级人民法院在有关部门的指导下，首次采用药物注射的方法执行死刑，是人民法院首次采用药物注射的方法执行死刑。1997年11月4日，昆明市中级人民法院对4名罪犯再次采用注射方法执行死刑。

## 机构设置

### 审判机构
- 刑事审判第一庭
- 刑事审判第二庭
- 刑事审判第三庭
- 民事审判第一庭
- 民事审判第二庭
- 民事审判第三庭
- 民事审判第四庭
- 民事审判第五庭
- 民事审判第六庭
- 行政审判庭
- 审判监督庭
- 立案庭
- 执行局
- 研究室

### 综合机构
- 政治部
- 纪检监察室
- 办公室
- 司法行政处
- 法警支队

### 其他机构
- 机关党委
- 新闻中心
- 工会
- 离退休干部管理办公室
- 法官服务中心

## 历任领导
| 院长 - 訚柏（2011.01-2013.01） 副院长 | 党组书记 |

## 知名案例
- 马加爵故意杀人案
- 糯康等抢劫杀人、贩卖毒品案
- 云南晋宁连环杀人案
- 原中共中央候补委员李嘉廷之子李勃受贿案
- 台湾人钟万亿走私、贩卖、运输毒品案
- 昆明火车站暴力恐怖袭击案
- 泛亚有色金属交易所非法吸收公众存款案
- 孙小果案

## 对应基层人民法院
对应14个基层人民法院：
- 云南省昆明市东川区人民法院
- 云南省昆明市官渡区人民法院
- 云南省昆明市西山区人民法院
- 云南省昆明市盘龙区人民法院
- 云南省昆明市五华区人民法院
- 云南省昆明市呈贡区人民法院
- 云南省安宁市人民法院
- 云南省嵩明县人民法院
- 云南省寻甸县人民法院
- 云南省禄劝彝族苗族自治县人民法院
- 云南省富民县人民法院
- 云南省石林彝族自治县人民法院
- 云南省晋宁县人民法院
- 云南省宜良县人民法院